# ستار أوشن: تيل ذا إند أوف تايم
ستار أوشن: تيل ذا اند اف تايم (بالإنجليزية: Star Ocean: Till the End of Time)‏ (باليابانية: スターオーシャン3)، هي لعبة كومبيوتر صدرت سنة 2003، حيث كانت متوفرة لنظام تشغيل الحاسوب بلاي ستيشن 2، وصدر اللعبة سنة 2017 كإعادة إصدار لللعبة، تعمل لنظام بلاي ستيشن 4.

## المواقع الخارجية
- الموقع الرسمي
 (ياباني)
- الموقع الرسمي
 (إصدار معدل) (ياباني)
- Star Ocean: Till the End of Time at GameFAQs
- Star Ocean: Till the End of Time على موبي غيمز